# Liste der Orte im Landkreis Germersheim

Wappen des Landkreises Germersheim

Die Liste der Orte im Landkreis Germersheim enthält die Städte, Verbandsgemeinden, Ortsgemeinden und Gemeindeteile im Landkreis Germersheim in Rheinland-Pfalz.
Es handelt sich dabei um das amtliche Verzeichnis der Gemeinden und Gemeindeteile und setzt sich zusammen aus dem vom Statistischen Landesamt Rheinland-Pfalz geführten amtlichen Namensverzeichnis der Gemeinden und dem vom Landesamt für Vermessung und Geobasisinformation Rheinland-Pfalz geführten amtlichen Verzeichnis der Gemeindeteile.

## Verbandsfreie Stadt Germersheim
Gemeindeteile in der verbandsfreien Stadt Germersheim:
- Germersheim
- Sondernheim (Ortsbezirk)
- Schleusenhaus
- Zur Rheinschnook, Hof und Gaststätte

## Verbandsfreie Stadt Wörth am Rhein
Gemeindeteile in der verbandsfreien Stadt Wörth am Rhein:
- Büchelberg (Ortsbezirk)
- Forsthaus Salmbacher Passage
- Langenberg
- Maximiliansau (Ortsbezirk)
- Hof am Goldgrund
- Neufeldhof
- Rotthof
- Schaidt (Ortsbezirk)
- Schaidter Mühle
- Weiller-Hof
- Wörth (Ortsbezirk)
- Hof in den alten Stücken
- Ludwigsau
- Rheinhof
- Vorlacherhof
- Hof beim Gänsgrund

## Verbandsgemeinde Bellheim
Gemeinden und Gemeindeteile in der Verbandsgemeinde Bellheim:
- Bellheim
  - Gut Altbrand
  - Am Viadukt
  - Birkenhof
  - Fortmühle
  - Am Sondernheimer Weg
  - In den Gerichtsmorgen
  - Obermühle
  - Wappenschmiedmühle
  - Aussiedlerhof Obere Wiesenäcker
- Knittelsheim
  - Knittelsheimermühle
  - Am Hochweg
  - Im Obersand
- Ottersheim bei Landau
  - Gärtnerhof
  - Marienhof
  - Rosenhof
  - Eichenhof
- Zeiskam
  - Am Mühlweg
  - Binsenhof
  - Im Briefel
  - Im Häg
  - Klosterhof
  - Zeiskamer Mühle
  - Birkenhof

## Verbandsgemeinde Hagenbach
Gemeinden und Gemeindeteile in der Verbandsgemeinde Hagenbach:
- Berg (Pfalz)
  - Neulauterburg
- Hagenbach, Stadt
  - Bahnposten 1311
- Neuburg am Rhein
  - Dörruck, Bahnwärterhaus
  - Frohnau, Ziegelei
- Scheibenhardt
  - Bienwaldmühle

## Verbandsgemeinde Jockgrim
Gemeinden und Gemeindeteile in der Verbandsgemeinde Jockgrim:
- Hatzenbühl
  - Untermühle
- Jockgrim
- Neupotz
  - Birkenhof
  - Erlenhof
  - Hardtwald
  - Jägerhof
  - Schmiedhof
  - Burgerhof
- Rheinzabern
  - An der alten Neupotzer Straße
  - Bahnhaus an der Tongrube
  - Heulachhof
  - Rinkenhof
  - Wanzheimer Mühle
  - Zirkerhof

## Verbandsgemeinde Kandel
Gemeinden und Gemeindeteile in der Verbandsgemeinde Kandel:
- Erlenbach bei Kandel
  - Erlenhof
  - Waldhof
- Freckenfeld
  - In den Dorfwiesen
  - Welschhof
- Kandel, Stadt
  - Am Holderbühl 1
  - Am Holderbühl 2
  - Bartelsmühle
  - Hardtmühle
  - Herrenmühle
  - Höfen
  - Holderbühler Hof
  - Leistenmühle
  - Minderslachen
  - Naturfreundehaus Bienwald
  - In der Zelch
  - In den Rötzwiesen
  - Am Ettenbaum
- Minfeld
  - Altmühle
  - Markhof
  - Schoßberghof
  - Lettenberghof
  - Rebenhof 1
  - Rebenhof 2
- Steinweiler
  - Archenweyermühle
  - Palatino Ranch
  - Erlenhof
  - Lindenhof
  - Rosenhof
  - Rottmühle
  - Seehof
  - Sudetenhof
  - Fohlenhof
  - Blättnerhof 2
- Vollmersweiler
  - Höllenmühle
- Winden
  - Funkhaus
  - Mühle 1
  - Mühle 2

## Verbandsgemeinde Lingenfeld
Gemeinden und Gemeindeteile in der Verbandsgemeinde Lingenfeld:
- Freisbach
  - Auländer
  - In den Forlen
  - Lindenhof
- Lingenfeld
  - Brünnelberg
  - Flugplatz
  - Kattenbuckel
  - Vorwerk Friedrich
  - Im Erholungsgebiet
- Lustadt
  - Niederlustadt
  - Auf der Heide
  - Im Röderfeld
  - Am Klärwerk
  - Oberlustadt
  - An der hohen Straße
  - Auf der Büsche
  - Bei der Ziegelei
  - Fuchsgarten
  - In den Niedergärten
  - Lachenmühle
  - Ludwigsmühle
  - Ober dem Dorf
- Schwegenheim
  - Bründelsberg
  - Vorderlohe
  - Hof Sonnenfeld
- Weingarten (Pfalz)
  - Weiherhof
  - Wiesenhof
  - Hainbachhof
  - Am Gartenweg 1
  - Am Gartenweg 2
  - Am Gartenweg 3
  - Am hohen Rain 1
  - In der Schäferei 1
  - Am Kreuzweg
  - Draishof 1
  - Draishof 2
- Westheim (Pfalz)
  - Holzmühle

## Verbandsgemeinde Rülzheim
Gemeinden und Gemeindeteile in der Verbandsgemeinde Rülzheim:
- Hördt
  - Klostermühle
- Kuhardt
  - Ziegelei
- Leimersheim
  - Rheinschenke Pfälzer Land
- Rülzheim
  - In der Lohe
  - Katharinenhof
  - Untermühle